# Vladimir Haensel
Vladimir Haensel (* 1. September 1914 in Freiburg im Breisgau; † 15. Dezember 2002) war ein US-amerikanischer Chemieingenieur.
Er war der Sohn des russischen Wirtschaftswissenschaftlers Paul Haensel (1878–1949) und wuchs in Moskau auf, wo sein Vater Professor war. 1930 kam er mit seinem Vater in die USA und studierte an der Northwestern University, wo sein Vater Professor war, und am Massachusetts Institute of Technology Chemieingenieurwesen mit dem Master-Abschluss 1937. Danach arbeitete er für Universal Oil Products (UOP) und promovierte gleichzeitig 1941 an der Northwestern University in Chemie. Nach dem Zweiten Weltkrieg wertete er im Regierungsauftrag den deutschen Forschungs- und Entwicklungsstand zu synthetischen Kraftstoffen aus. 1969 wurde er Vizepräsident und Forschungsdirektor bei UOP und 1972 bis 1979 war er dort Vizepräsident für Wissenschaft und Technik. 1980 wurde er Professor an der University of Massachusetts Amherst.
Er ist der Erfinder des Platform-Prozesses in der Erdölraffination (Platinum catalytic process for reforming petroleum hydrocarbons into gasoline), ein Verfahren des Katalytischen Reforming. Seine wesentliche Erkenntnis war, dass man das teure Platin nur in relativ geringer Menge gebunden an Oberflächen verwenden konnte, um die Oktanzahl des Benzins zu erhöhen. Seine Oberflächenkatalysatoren fanden auch Anwendung in der Chemischen Industrie. Bei UOP leitete er auch die Entwicklung von Abgaskatalysatoren.
Er hielt über 145 US-Patente.
1968 erhielt er die National Medal of Science und 1981 den ersten National Academy of Sciences Award for Chemistry in Service to Society. 1952 erhielt er den Preis der ACS in Erdölchemie, er erhielt die Perkin Medal und 1997 den Charles-Stark-Draper-Preis. Er war Mitglied der National Academy of Sciences und der National Academy of Engineering. 1965 erhielt er den E. V. Murphree Award in Industrial and Engineering Chemistry.